# Jean-Nicolas-Marcellin Guérineau de Saint-Péravy
Jean-Nicolas-Marcellin Guérineau, chevalier de Saint-Péravy, né le 12 octobre 1735 à Janville et mort en 1789 à Liège, est un journaliste, poète et économiste français.

## Biographie
Guérineau, né dans une famille de la noblesse de robe. Son père, Jean Claude Guérineau des Chenardières, est conseiller du roi et du duc d'Orléans, lieutenant-général civil et criminel au bailliage et siège royal, subdélégué de l'intendant de la généralité d'Orléans, et sa mère est Suzanne-Louise Champeaux.
Après avoir suivi ses études en province, il rejoint Paris et y fit carrière dans les lettres et publia des vers dans divers journaux. En 1763, il rejoignit le mouvement physiocratique. Membre de la Société royale d'agriculture de la généralité d'Orléans, où il résidait, il y rencontre Mirabeau et plusieurs physiocrates.
Jean-Nicolas Guérineau s'investit essentiellement dans la rédaction d'articles économiques dans des journaux tels que la Gazette du commerce (fondée en 1763) ou le Journal de l'agriculture et du commerce de Pierre Samuel du Pont de Nemours entre 1764 et 1774.
Saint-Péravi remporta un concours organisé par la Société royale d'agriculture de Limoges sur la fiscalité indirecte. Dans la lignée des idées physiocrates, il estime que toute la fiscalité doit reposer sur la taxation de la terre puisque c'est la seule source de richesses. Turgot, alors intendant du Limousin, qui avait financé le prix, trouvant son texte insatisfaisant, écrivit en réponse une Observations sur le mémoire de M. de Saint-Péravy en faveur de l'impôt indirect qui reste comme la première et des plus brillantes formulations de la loi des rendements décroissants.
En 1778, il quitte Paris à la suite d'une affaire d'honneur et se réfugie à Bruxelles, près du prince de Ligne, puis à Liège où il bénéficie de la protection du prince-évêque François-Charles de Velbrück ; il obtient une pension de 800 livres et devient membre-orateur de la Société libre d'émulation de Liège. Il y prononça le discours d'ouverture lors de l'inauguration de cette société.

## Publications
- Corinne et Athis, poème pastoral et allégorique, 1753 ;
- Epître sur la consomption, Londres, 1761 (Gallica) ;
- L’Optique, ou le Chinois à Memphis, essais traduits de l’égyptien[3], M.M. Rey, Londres, 1763 ;
- Traité de la culture de différentes fleurs, Paris, Saugrain, 1765 ;
- Stances sur une infidélité, Londres, 1766 (Gallica) ;
- Mémoires sur les effets de l'impôt indirect, sur les revenus des propriétaires de biens fonds, qui a remporté le prix proposé par la société royale d'agriculture de Limoges en 1767, Londres, 1768 ;
- Zaluca à Joseph, suivie de La Nouvelle Bethsabé, Genève et Paris, chez Delalain, Saugrain et Lacombe, 1769 ;
- La Nouvelle Bethsabé, ode, s.l., 1771 ;
- Ode sur l'érection de la statue de Son Altesse Royale le duc Charles de Lorraine, Bruxelles, de Boubers, 1777 ;
- Discours prononcé par M. de S.-P. le jour de l'inauguration de la Société d'émulation établie à Liège. Suivi des couplets du même auteur, Liège, 1779 ;
- Ode sur la vie, Liège, Nossent, 1779 ;
- Epître au Roi de Suède, Liège, 1780 ;
- Le mémorable combat entre les courtois et preux chevaliers Richal l'adventureux et comte d'Autice. Romance du IXe siècle, Liège, 1800 ;
- De l'ordre des administrations provinciales, s.l., 1782 (Gallica) ;
- Principes du commerce opposé au trafic, 1787, 2 vol. ;
- Plan de l'organisation sociale, 1789, 2 vol. ;
- Essai sur les principes à adopter par les Etats-Généraux, s.l., 1789 (Gallica) ;
- Nombreux poèmes dispersés (recueillis en partie dans le Choix de 1810)
- Le Poète voyageur et impartial (suite du Poète voyageur de 1781) fut bimensuel du 1er novembre 1783 au 15 février 1784.